# Vigy
Vigy è un comune francese di 1.405 abitanti situato nel dipartimento della Mosella nella regione del Grand Est.

## Storia
2009-2010: Progetto per la ristrutturazione del collegio Charles Péguy a Vigy. Il programma prevede la realizzazione di interventi di ampliamento per 956 m² e di ristrutturazione per complessivi 2.000 m². Importolavori: 4.590.000 Euro.

## Società

### Evoluzione demografica
Abitanti censiti

### Turismo
- Labirinto di verdure
- Treno del vapore
- Notre-Dame-de-Rabas

### Galleria d'immagini

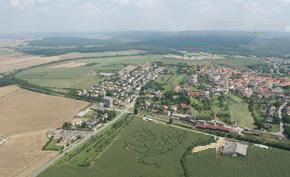
Labirinto di verdure
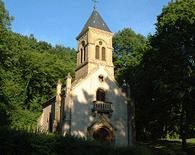
Rabas
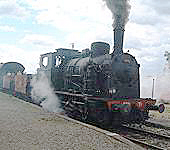
Treno del vapore
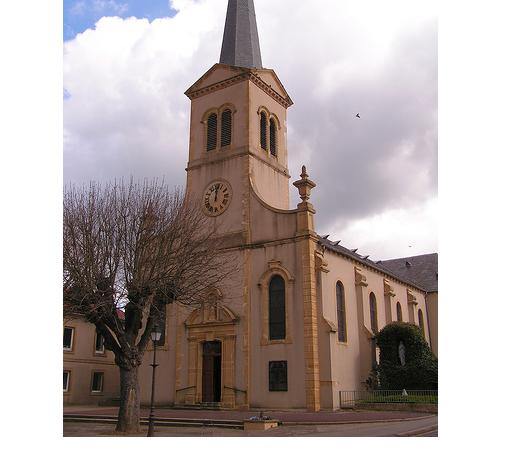
Chiesa
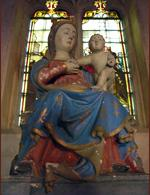
Notre-Dame-de-Rabas

## Amministrazione

### Gemellaggi
- Mussidan, Francia
- Sourzac, Francia